# منشور دایکرویک

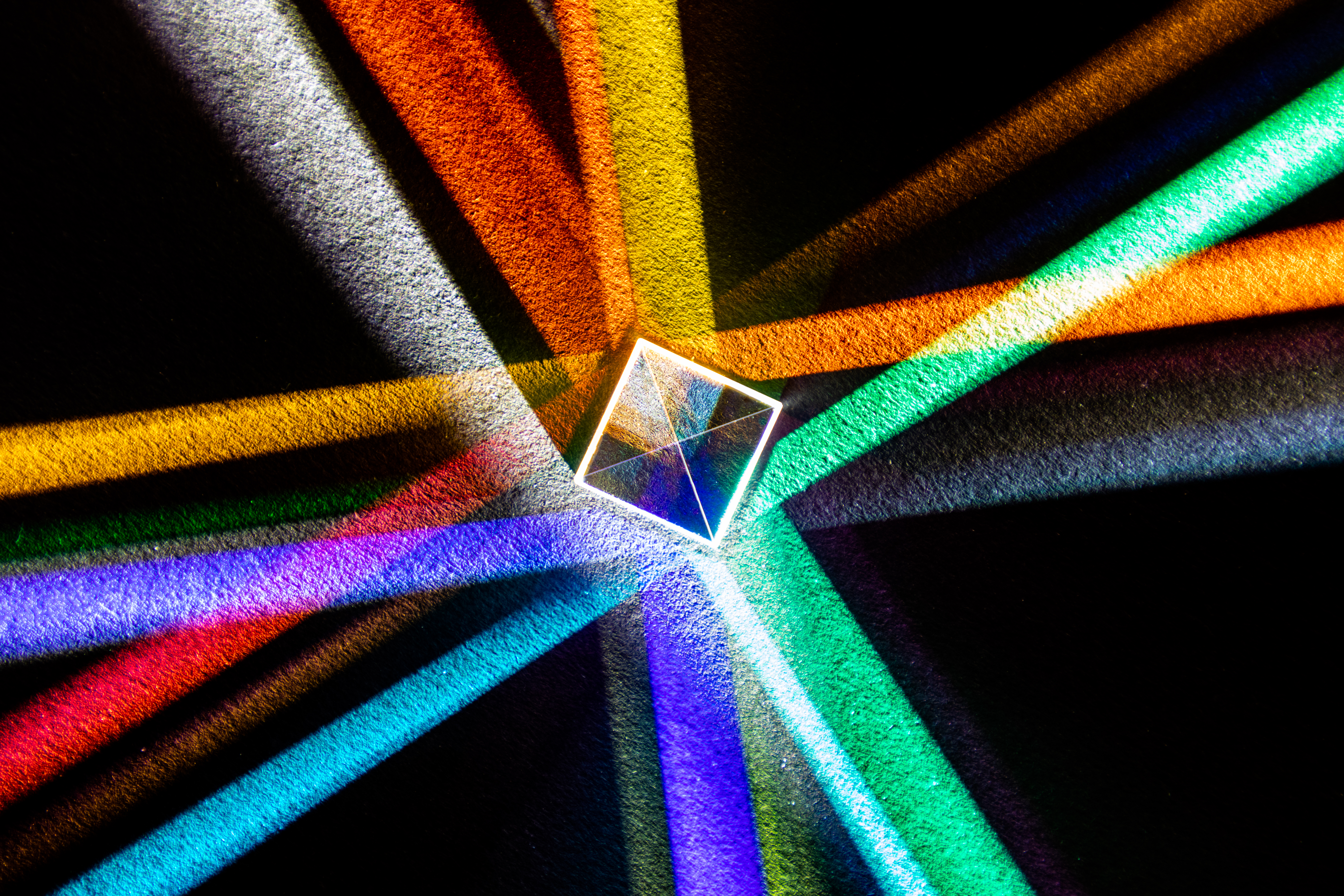
منشور دوفام با تابیدن نور سفید از پایین.

سرهم‌کردن یک منشور سه‌فام

منشور دوفام (به انگلیسی: dichroic prism) یا منشور دایکرویک یک منشور است که نور را به دو پرتو با طول موج (رنگ) متفاوت تقسیم می‌کند. یک منشور سه‌فام (به انگلیسی: trichroic prism) ترکیبی از دو منشور دوفام است که تصویر را به ۳ رنگ به‌طور معمول به عنوان قرمز و سبز و آبی مدل آرجی‌بی رنگ تقسیم می‌کند. آنها معمولاً ساخته شده از یک یا چند شیشه منشور با با پوشش اپتیکی دوفام است که به صورت انتخابی منعکس کننده یا انتقال دهنده نور بسته طول موج نور می‌باشد. ابه این معنی که در برخی از سطوح در این منشور به عنوان فیلتر دوفام عمل می‌کند. این به عنوان تقسیم‌کننده نور در بسیاری از دستگاه‌های نوری استفاده می‌شود. (نگاه کنید: Dichroism برای ریشه یابی واژه)

## کاربردها در دوربین فیلم‌برداری یا دوربین‌های دیجیتال
یک کاربرد رایج از منشور دوفام در برخی از دوربین‌های فیلم‌برداری با کیفیت بالا و دوربین‌های دیجیتال می‌باشد. یک منشور تریکرویک ترکیبی است از دو منشور که به تقسیم یک تصویر به رنگ قرمزبا سبزو آبی که می‌تواند به‌طور جداگانه شناسایی شده در سه سی‌سی‌دی استفاده شود.
یک طرح برای دستگاه در نمودار نشان داده شده است. یک پرتو نور وارد منشور (A) می‌شود و آبی جزء از پرتو بازتاب‌شده از یک فیلتر پایین‌گذر (به انگلیسی: low-pass filter) (F1) است که بازتابنده نور آبی (با فرکانس بالا) اما انتقال دیگر طول‌موج (فرکانس‌های پایین‌تر) می‌باشد. پرتو آبی دستخوش بازتاب داخلی کلی از مقابل منشور و خروجی آن را از طریق یک طرف صورت است. باقی مانده پرتو وارد منشور دوم (B) شده و توسط پوشش فیلتر دوم(F2) تقسیم شده است که بازتابنده نور قرمز اما انتقال طول‌موج‌های کوتاه‌تر می‌باشد. پرتو قرمز نیز با توجه به فاصله هوایی بین منشور A و B کاملاً داخلی منعکس شده است. باقی مانده جزء سبز از طریق منشور C عبور می‌کند.
منشور تریکرویک می‌تواند در جهت معکوس به ترکیب قرمز و سبز و آبی تیرهای به یک تصویر رنگی، استفاده شود و در این راه در برخی از دستگاه‌های پروژکتوری استفاده شود. مجموعه با بیش از ۳ پرتو امکان‌پذیر است.

## مزایای منشور دوفام جداساز رنگ
هنگامی که برای جداسازی رنگ در یک سیستم تصویربرداری استفاده می‌شود، این روش مزایای بیشتری نسبت به دیگر روش‌ها مانند استفاده از یک فیلتر بایر دارد. بسیاری از آن ویژگی‌ها مشتق از استفاده از فیلتر دوفام مشترک با آن است. این مزایا عبارتند از:
- حداقل جذب نور، بیشتر نور به سمت یکی از پرتوهای خروجی سوق داده می‌شود.
- جدایی رنگی در مقایسه با بسیاری از فیلترهای دیگر بهتر است.
- برای ساخت برای هر ترکیبی از پاس باند راحت است.
- نیازی به درون‌یابی رنگ (موزاییک‌زدایی (به انگلیسی: demosaicing)) ندارد و در نتیجه از همه نقایص رنگ در تصاویر دیگر جلوگیری می‌شود.

## معایب منشور دوفام جداساز رنگ
- از آنجایی که منشورهای دوفام از فیلتر دوفام استفاده می‌کنند، باندگذر دقیق هر فیلتر به زاویه فرود (به انگلیسی: incidence angle) نور بستگی دارد.
- حداکثر روزنه عددی لنز ممکن است با توجه به هندسه مسیر نوری در داخل محدود شود.
- میان گذر دقیق بستگی به دیافراگم عددی لنز دارد زیرا این فاکتور زاویه نور ورودی را در فیلتر تغییر می‌دهد.
- از آنجایی که برخی از سطوح شیشه‌ای در یک زاویه مقابل پرتو برخوردی هستند برخی از اثرات قطبش با بازتابش می‌تواند ایجاد شود.